# インターバルクラス
インターバルクラスとは、音楽理論において、ピッチクラス空間（pitch class space）における2つのピッチクラス間の順序を無視した最小の隔たりをいう。ピッチクラス4とピッチクラス9を例にとると、9 - 4 = 5 であるのに対して 4 - 9 = -5 ≡ 7 (mod 12)となるので、インターバルクラスは5である。最大値は6である（それより大きな数値は置き換え可能なため）。詳しくは12を法とする合同式を参照のこと。

## インターバルクラスの利用
インターバルクラスは、オクターブや異名同音、転回などを説明するために導入された概念である。
例として次のパッセージを見てみる。
上の例では、4つの2音の組合わせ（ダイアド）は、同じ「インターバル色」を持つ。無調理論では、この類似性はインターバルクラスによって説明され、例えばこの例では、インターバルクラス5となる。一方、調性理論ではこの4つの組合わせはみなことなるものとして認識する。1つ目は完全5度、2つ目は完全12度、3つ目は減6度、4つ目は完全4度である。したがって、7音音階音楽の中で発展してきた概念や用語では12音音楽の分析に間に合わないところから導入された概念である。

## インターバルクラスの表記法
インターバルクラス（順序を考えないピッチクラスのインターバル） i (a,b) は次のように定義可能である。
{\displaystyle i(a,b)=i<a,b>} と {\displaystyle i<b,a>}のより小さいほう、ただし i <a,b> は順序を考えたピッチクラスのインターバル
順序を考えないインターバルの記法としては、おそらく上の例のような丸括弧を使う方法が標準的である。しかし、作曲家のロバート・モリス(1991)（Robert Morris）など中括弧を用いて i {a,b} のように表記する理論家もある。どちらの記法も認められている。

## 同一のインターバルクラスとなる音程の表

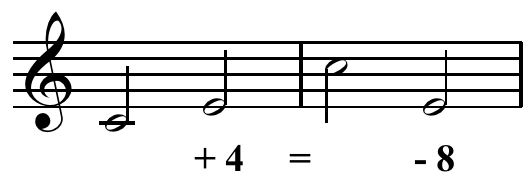
同一となる音程の例: +4 =-8

| ic | 含まれるインターバル | 転回音程           |
| 0  | 0・12                | 完全一度・完全八度 |
| 1  | 1・11                | 短2度・長7度       |
| 2  | 2・10                | 長2度・短7度       |
| 3  | 3・9                 | 短3度・長6度       |
| 4  | 4・8                 | 長3度・短6度       |
| 5  | 5・7                 | 完全4度・完全5度   |
| 6  | 6                    | 増4度・減5度       |
| -- | -------------------- | ------------------ |

## 関連文献
- Friedmann, Michael (1990). Ear Training for Twentieth Century Music. ISBN 0-300-04537-9.